# 부엉이와 밤의 왕
부엉이와 밤의 왕(일본어: ミミズクと夜の王 ミミズクとよるのおう[*])은 고교쿠 이즈키의 라이트 노벨이다. 일러스트는 이소노 히로오가 맡았다. 전격 문고 (아스키 미디어 웍스)에서 2007년 2월에 간행되었다. 제 13회 전격 소설 대상에서 대상을 수상하였다.